# Oberschönbronn
Oberschönbronn ist ein Gemeindeteil der Stadt Herrieden im Landkreis Ansbach (Mittelfranken, Bayern). Die Gemarkung Oberschönbronn hat eine Fläche von 7,501 km². Sie ist in 962 Flurstücke aufgeteilt, die eine durchschnittliche Fläche von 7797,28 m² haben. In ihr liegen neben dem namensgebenden Ort die Gemeindeteile Lattenbuch und Limbach.

## Geographie
Das Dorf liegt am linken Uferhang der Wieseth. Im Norden liegt das Flurgebiet Espan, im Südwesten jenseits der Wieseth die Waldgebiete Löschenholz und Kohlplatte. Die Kreisstraße AN 52 führt nach Böckau (0,9 km nordwestlich) bzw. nach Zirndorf (1 km nordöstlich). Eine Gemeindeverbindungsstraße führt zu einer Gemeindeverbindungsstraße (1 km südlich), die nach Ammonschönbronn (0,6 km südlich) bzw. nach Mittelschönbronn verläuft (0,3 km östlich).

## Geschichte
In den Jahren 1392 und 1397 kaufte das Kloster Heilsbronn dort Güter von Albrecht Berlein, einem Bürger von Dinkelsbühl. Im Jahre 1446 kaufte das Kloster ein Gefälle von der Schmiede und von einem Gut, das bis dahin Eigentum von Wilhelm von Burk war.
Oberschönbronn lag im Fraischbezirk des ansbachischen Oberamtes Feuchtwangen. 1732 gab es 16 Anwesen und ein Gemeindehirtenhaus. Grundherren waren ansbachische Ämter (Verwalteramt Forndorf: 2 Anwesen, Stiftsamt Ansbach: 3 Anwesen, Hofkastenamt Ansbach: 1 Anwesen) und eichstättische Ämter (Stiftskapitel Herrieden: 9 Anwesen, Kastenamt Arberg-Ornbau: 1 Anwesen). An diesen Verhältnissen änderte sich bis zum Ende des Alten Reichs nichts. Von 1797 bis 1808 unterstand der Ort dem Justiz- und Kammeramt Feuchtwangen.
1806 kam Oberschönbronn an das Königreich Bayern. Mit dem Gemeindeedikt (frühes 19. Jahrhundert) wurde Oberschönbronn dem Steuerdistrikt Gräbenwinden zugeordnet. Wenig später entstand die Ruralgemeinde Oberschönbronn mit den Orten Deffersdorf, Häuslingen, Lattenbuch, Limbach, Mittelschönbronn, Pfeifhaus, Urbansmühle und Zirndorf. Sie war in Verwaltung und Gerichtsbarkeit dem Landgericht Feuchtwangen und in der Finanzverwaltung dem Rentamt Feuchtwangen zugeordnet (1919 in Finanzamt Feuchtwangen umbenannt). Ab 1862 gehörte Oberschönbronn zum Bezirksamt Feuchtwangen (1939 in Landkreis Feuchtwangen umbenannt) und von 1943 bis 1973 zum Finanzamt Dinkelsbühl, seit 1973 zum Finanzamt Ansbach. Die Gemeinde hatte 1964 eine Fläche von 13,960 km². Im Zuge der Gebietsreform in Bayern wurden am 1. Januar 1972 Oberschönbronn mit Lattenbuch und Limbach nach Herrieden eingegliedert, während Deffersdorf, Häuslingen, Mittelschönbronn und Zirndorf nach Wieseth kamen.

### Baudenkmäler
- Haus Nr. 8: Wohnstallhaus, zweigeschossiger Satteldachbau, massiv, mit Putzgliederung, Mitte 19. Jahrhundert[15]
- Haus Nr. 18: Scheune, zweigeschossiger Satteldachbau, Obergeschoss und Giebel Fachwerk, frühes 18. Jahrhundert[15]

### Einwohnerentwicklung
Gemeinde Oberschönbronn
| Jahr      | 1818   | 1840   | 1852   | 1855   | 1861   | 1867   | 1871   | 1875   | 1880   | 1885   | 1890   | 1895   | 1900   | 1905   | 1910   | 1919   | 1925   | 1933   | 1939   | 1946   | 1950   | 1952   | 1961   | 1970   |
| Einwohner | 526    | 566    | 565    | 545    | 596    | 589    | 588    | 591    | 635    | 625    | 629    | 626    | 600    | 613    | 607    | 666    | 663    | 634    | 609    | 923    | 812    | 732    | 607    | 591    |
| Häuser    | 90     | 88     |        |        |        |        | 118    |        |        | 125    | 125    |        | 123    |        |        |        | 126    |        |        |        | 123    |        | 122    |        |
| Quelle    | [ 10 ] | [ 17 ] | [ 18 ] | [ 18 ] | [ 19 ] | [ 18 ] | [ 20 ] | [ 18 ] | [ 18 ] | [ 21 ] | [ 22 ] | [ 18 ] | [ 23 ] | [ 18 ] | [ 24 ] | [ 18 ] | [ 25 ] | [ 18 ] | [ 18 ] | [ 18 ] | [ 26 ] | [ 18 ] | [ 12 ] | [ 27 ] |

Ort Oberschönbronn
| Jahr      | 001818 | 001840 | 001861 | 001871 | 001885 | 001900 | 001925 | 001950 | 001961 | 001970 | 001987 |
| Einwohner | 102    | 105    | 117    | 108    | 102    | 107    | 93     | 127    | 82     | 93     | 101    |
| Häuser    | 19     | 19     |        |        | 21     | 19     | 19     | 17     | 16     |        | 19     |
| Quelle    | [ 10 ] | [ 17 ] | [ 19 ] | [ 20 ] | [ 21 ] | [ 23 ] | [ 25 ] | [ 26 ] | [ 12 ] | [ 27 ] | [ 1 ]  |

## Religion
Der Ort ist seit der Reformation evangelisch-lutherisch geprägt und bis heute nach St. Wenzeslaus (Wieseth) gepfarrt. Die Einwohner römisch-katholischer Konfession waren ursprünglich nach St. Jakobus der Ältere (Elbersroth) gepfarrt, heute ist die Pfarrei Herz Jesu (Bechhofen) zuständig.